# Treillis (vêtement)
Pour les articles homonymes, voir Treillis.

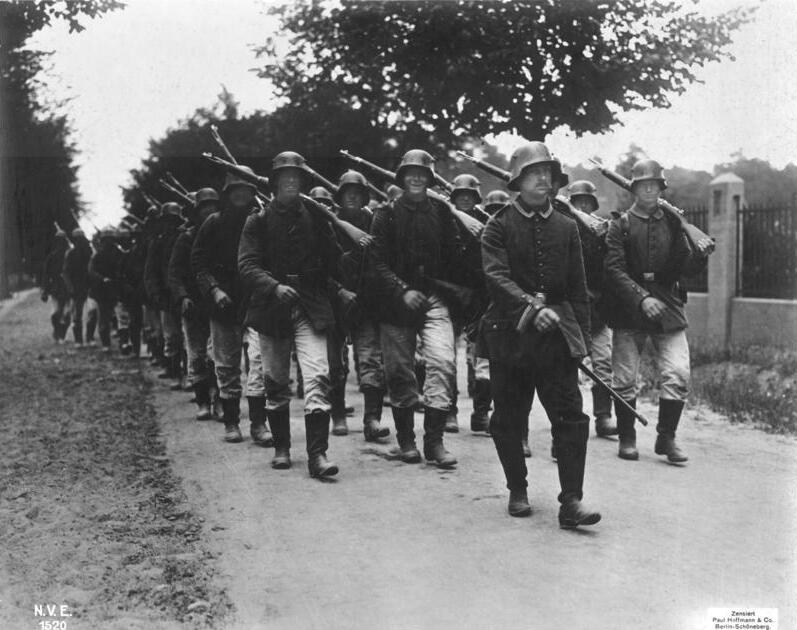
Soldats de l'armée impériale allemande à l'exercice en 1916. Ils ont revêtu le pantalon de treillis de la tenue de corvée.

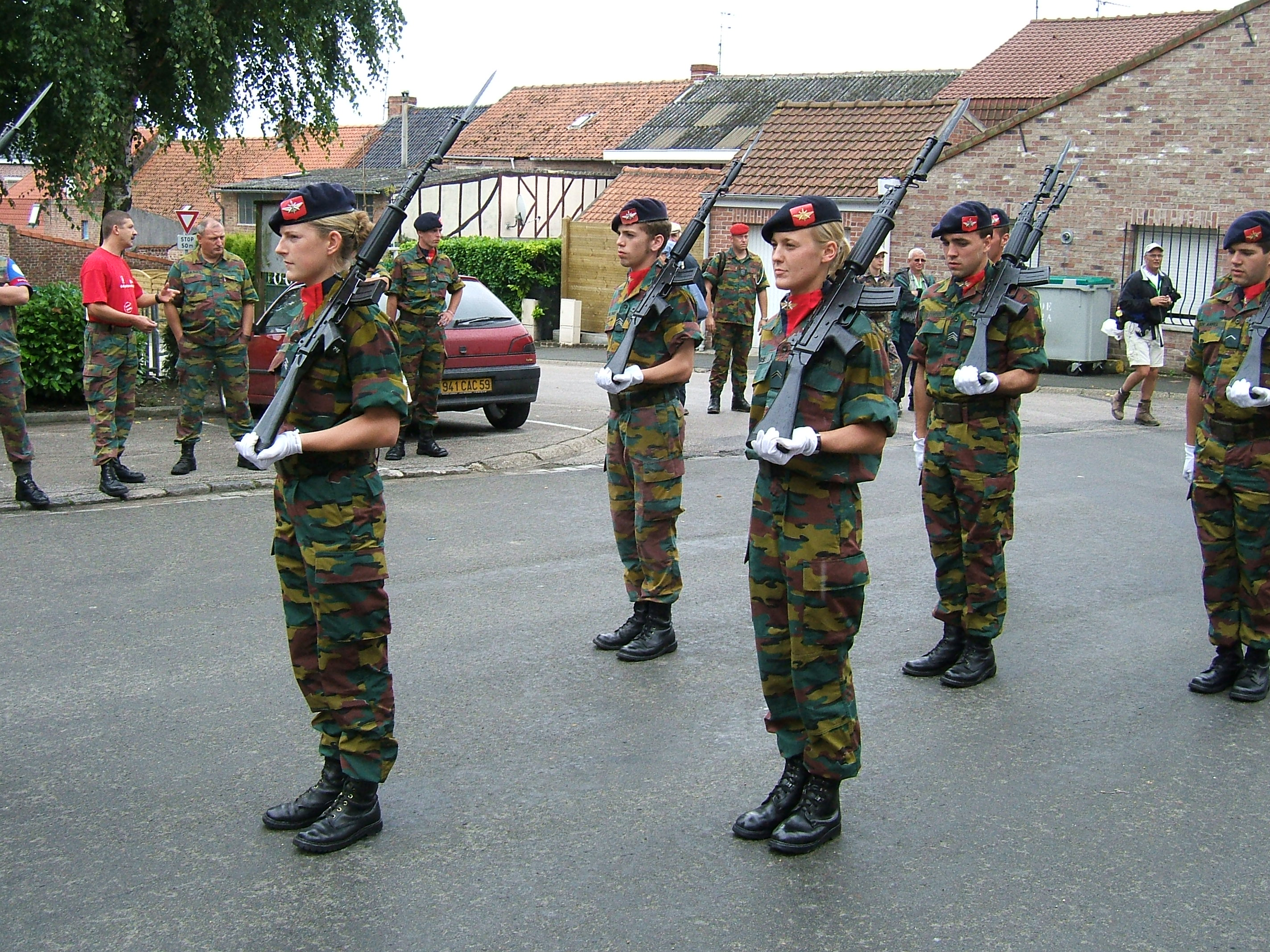
Des militaires de Composante terre belge en treillis en 2006.

Le treillis est la tenue de terrain utilisée par les militaires. Cette désignation usuelle de la tenue militaire camouflée fait référence tant à la texture des matières textiles utilisées qu'à l'assemblage bariolé des couleurs camouflantes.
Les premiers treillis - les bourgerons de treillis - étaient des tenues de corvées, fabriqués en coton ou en serge et de couleur blanc cassé ou écru, introduites au début du XXe siècle notamment dans l'armée allemande. Dans les armées anglo-saxonnes, il était aussi désigné comme tenue d'exercice (Drill).
À usage prioritairement fonctionnel, il se distingue de l'uniforme de parade, souvent très coloré, ou de service par des teintes camouflantes destinées à permettre au combattant qui le revêt de se fondre dans le paysage des théâtres d'opérations, par une coupe plus ergonomique (présence de nombreuses poches volumineuses, etc) et par l'utilisation de matériaux textiles moins nobles (toile de coton plutôt que drap).
Le treillis peut être soit monochrome (souvent d'une nuance de vert ou brun) soit composé de plusieurs de ces couleurs et ce afin de faciliter encore le camouflage.
L'imprimé « camouflage » a été utilisé pour la première fois de façon massive par l'armée italienne après la Première Guerre mondiale mais c'est au cours de la Seconde Guerre mondiale que son utilisation s'est véritablement généralisée. Réservé d'abord aux troupes d'élite (parachutistes, etc.), son usage s'est de plus en plus appliqué à toutes les troupes après ce conflit. À la fin du XXe siècle, sa conception a fait l'objet de véritables études scientifiques afin notamment d'intégrer d'autres variables en matière de camouflage comme la signature thermique (infra-rouge) ou le brouillage des appareils de détection visuelle (pixelisation).

### Royaume-Uni

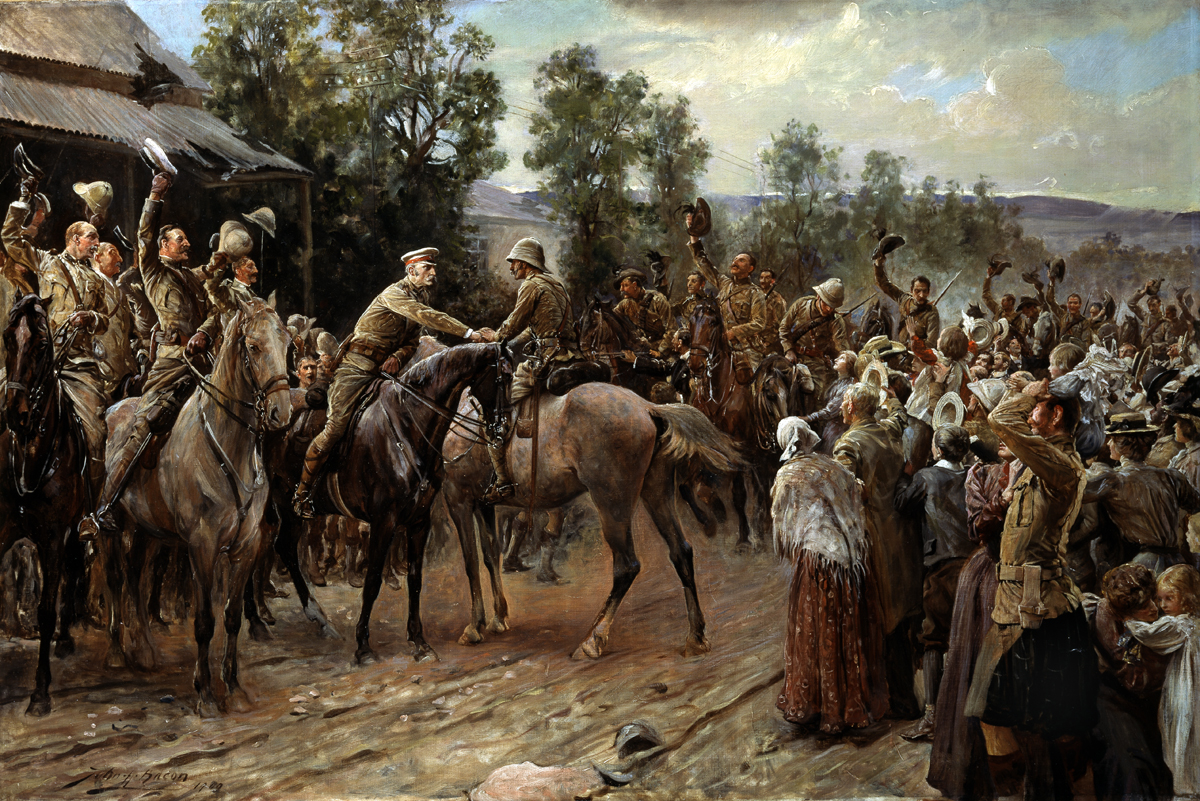

## L'introduction des tenues camouflantes à la fin duXIXesiècle: le kaki britannique et le Feldgrau allemand

### France
La France a adopté des uniformes à faible visibilité bien après les autres armées européennes. Durant les premiers mois de la Première Guerre mondiale, les uniformes, héritage du Second Empire étaient bleus (pour la veste) et rouge garance (pour le pantalon). La couleur du pantalon très visible de loin servait auparavant à l'artillerie pour bien identifier les fantassins amis au milieu de la fumée et ainsi éviter les tirs fratricides. Cependant les différentes évolutions militaires du XIXe siècle (notamment l'utilisation des poudres sans fumée) avaient, depuis déjà longtemps en 1914, rendu obsolète, et même dangereuse pour les soldats, cette teinte, car désormais la capacité de dissimulation de l'uniforme avait une importance. Le rouge garance avait toutefois été conservé pour des raisons d'attachement aux traditions, ce qui avait conduit l'État-major à repousser certains projets d'uniformes de teinte plus neutre (comme la tenue « guerre des Boers » ou la tenue « réséda » de 1911). Contrairement à une légende tenace, ce choix n'a pas été dicté par la volonté de préserver la culture de la garance, qui avait un poids économique important pour certaines régions du sud de la France. En effet, depuis le milieu des années 1880, la garance avait été progressivement remplacée comme matière tinctoriale par l'alizarine de synthèse, colorant chimique produit en Allemagne.
Les uniformes, étant peu adaptés notamment de par leur coupe, leurs teintes, et l'absence de casque pour les fantassins, il fallait donc en changer. Un nouvel uniforme fut donc mis en service au début de l'année 1915. La teinte choisie fut le « bleu horizon » car l'État-major considérait qu'un soldat se distinguait d'abord sur la ligne d'horizon. La Section de camouflage, créée la même année, a eu beaucoup d'influence.

## Les essais de camouflage pendant la première Guerre mondiale

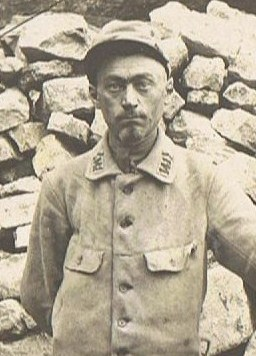
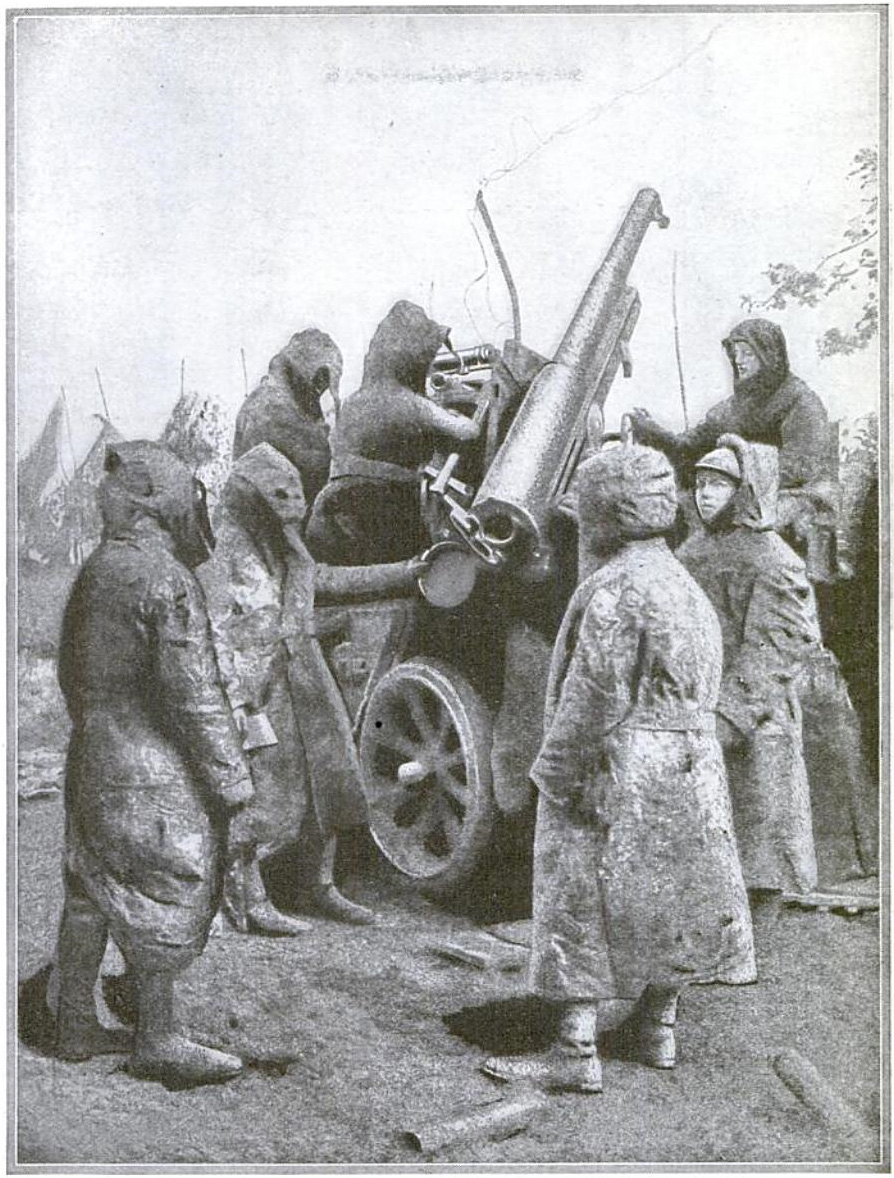
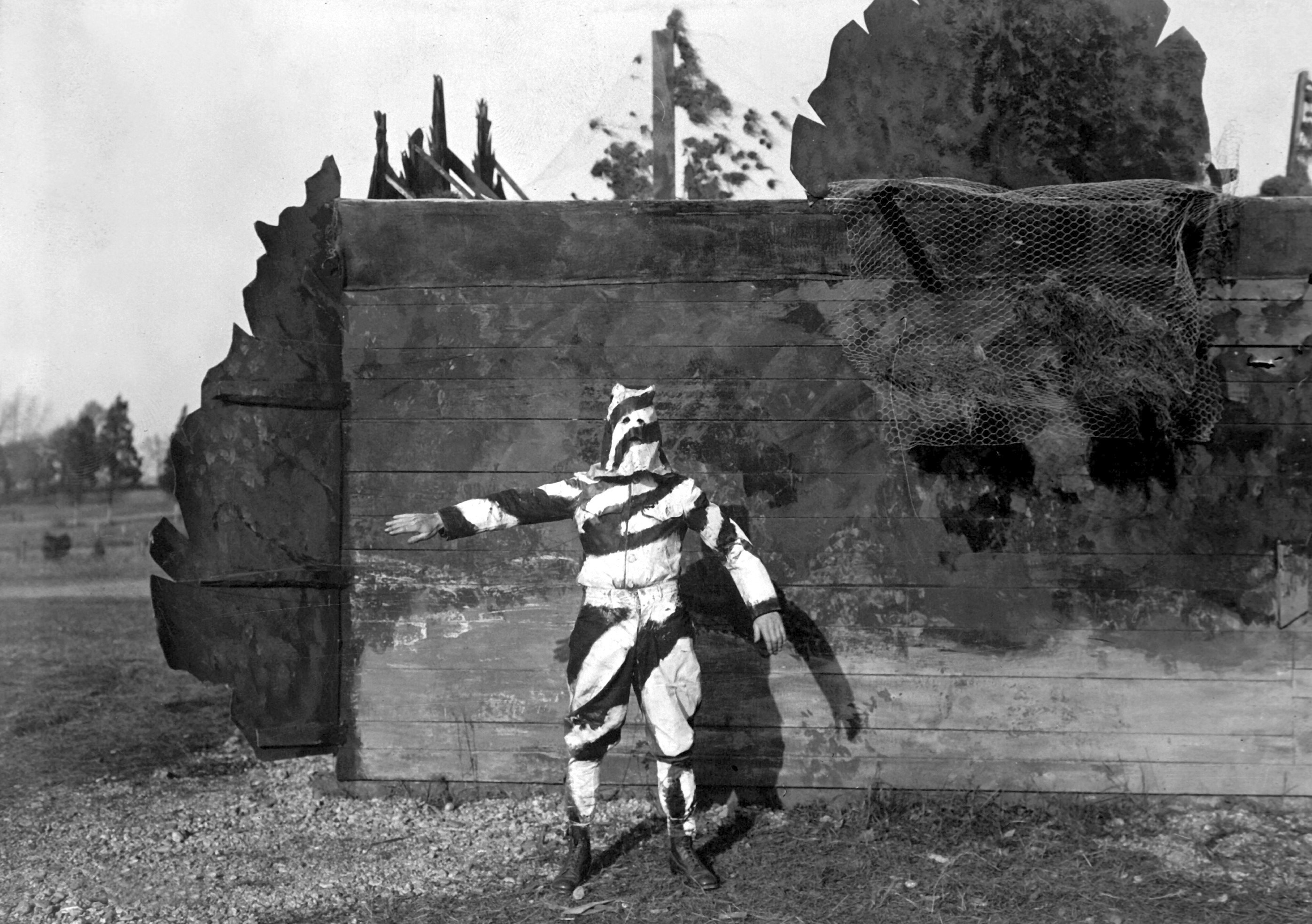

## Études et essais dans l'entre-deux-guerres
Dans l'entre-deux-guerres, le « bleu horizon » avait en France cédé la place à une couleur kaki. L'armée française avait ensuite pendant la Drôle de guerre commencé à élaborer des motifs de bariolage, mais les travaux furent interrompus par la défaite. Cependant ils servirent après-guerre à concevoir le bariolage « léopard », utilisé par certaines unités durant la guerre d'Algérie. Les soldats de la France libre utilisèrent quant à eux principalement des uniformes de fabrication britannique puis américaine.
L'année 1937 vit l'introduction en Grande-Bretagne du battle dress.

## La Seconde Guerre mondiale

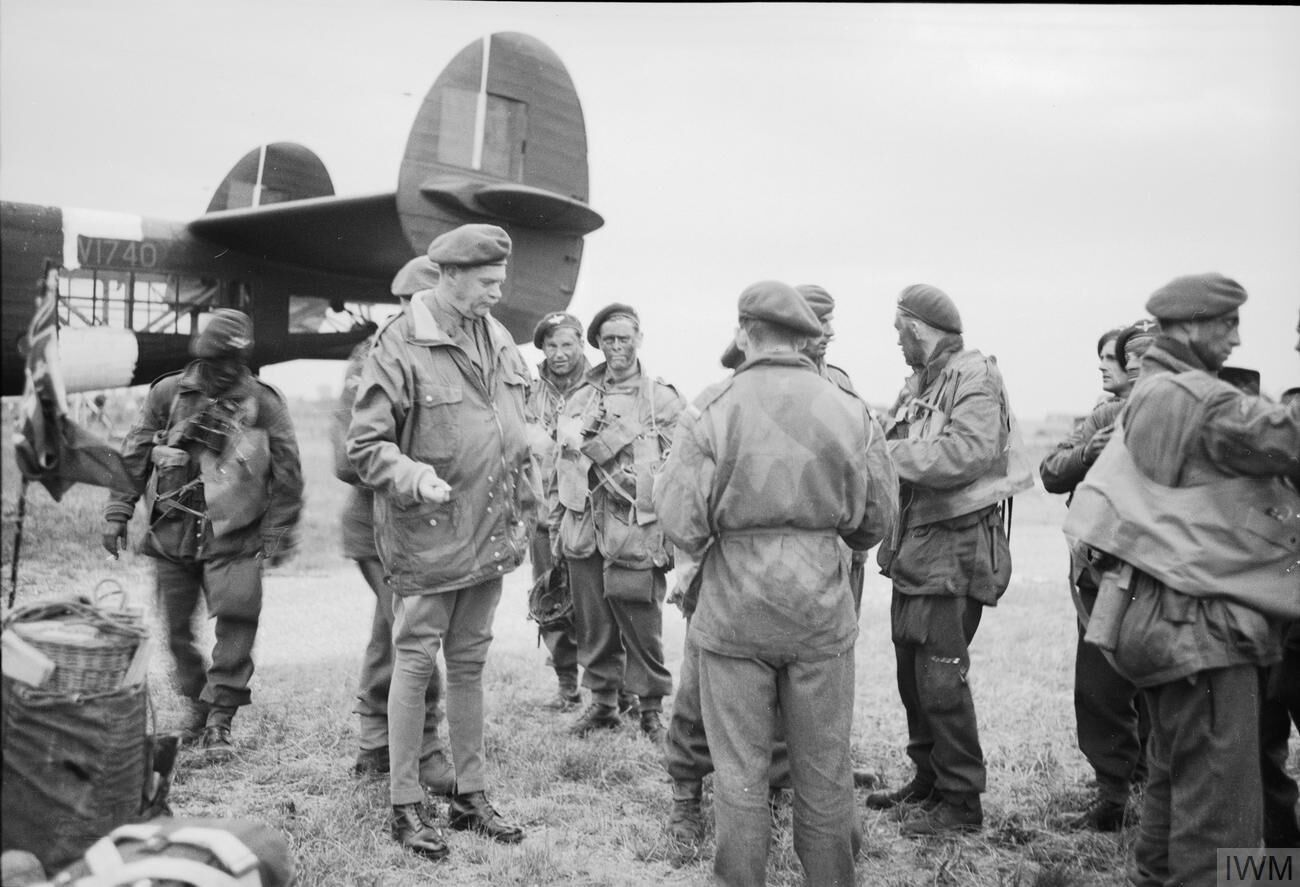
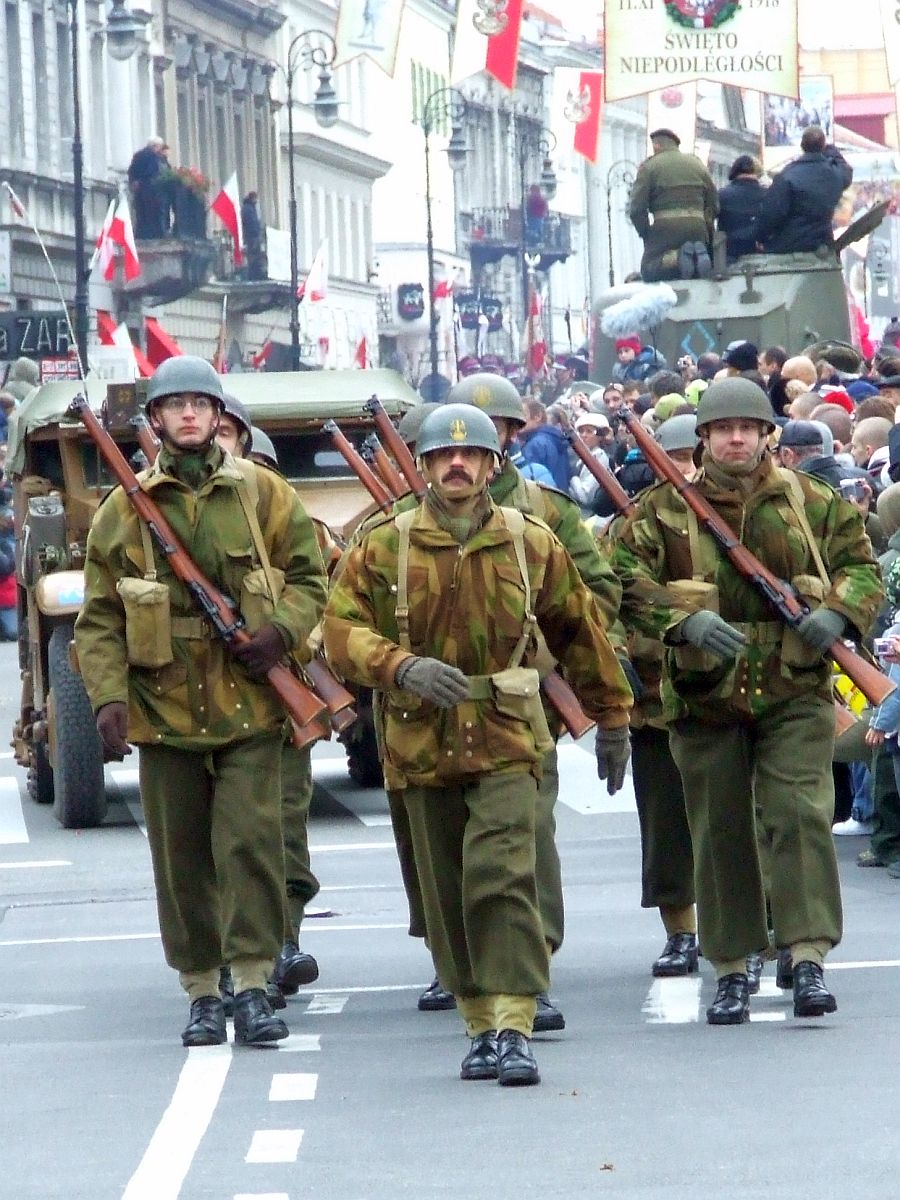
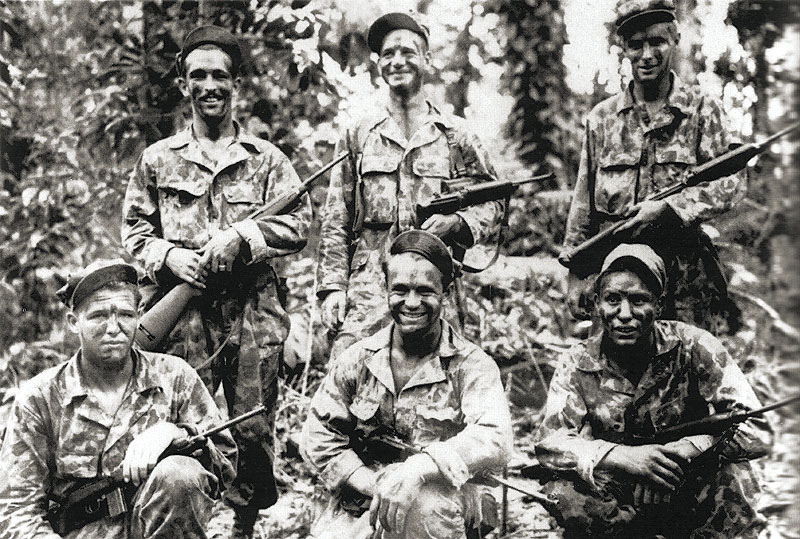
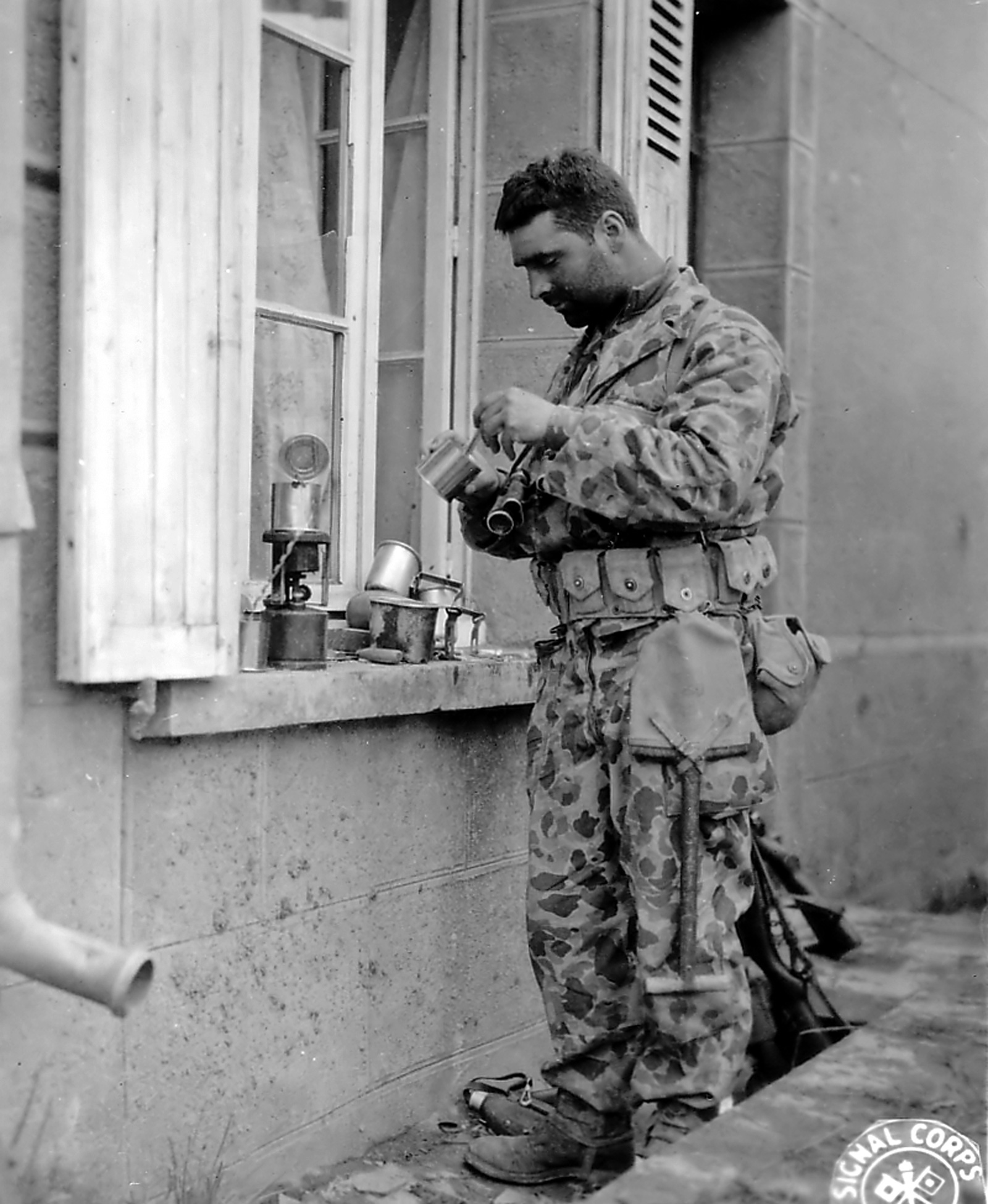
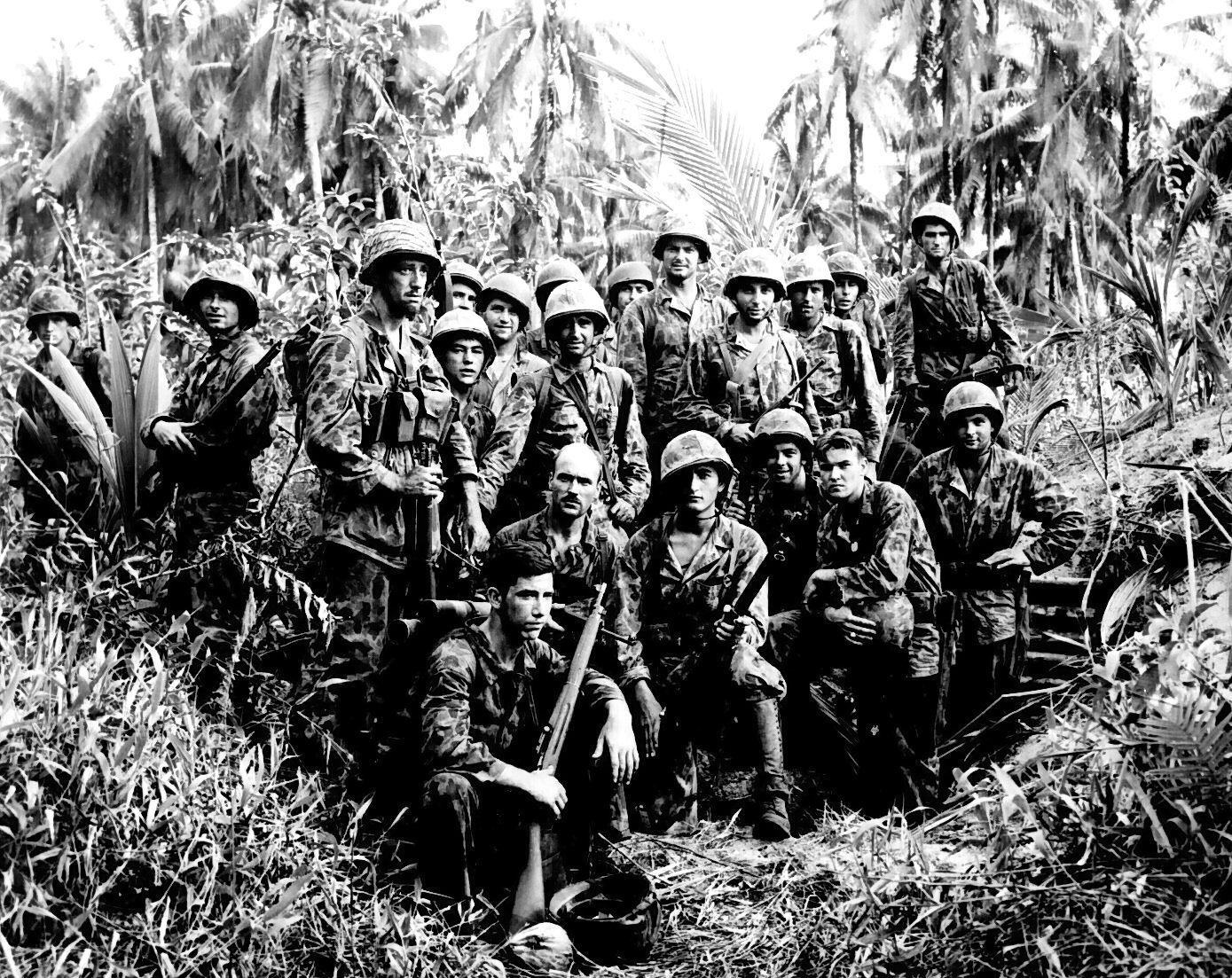
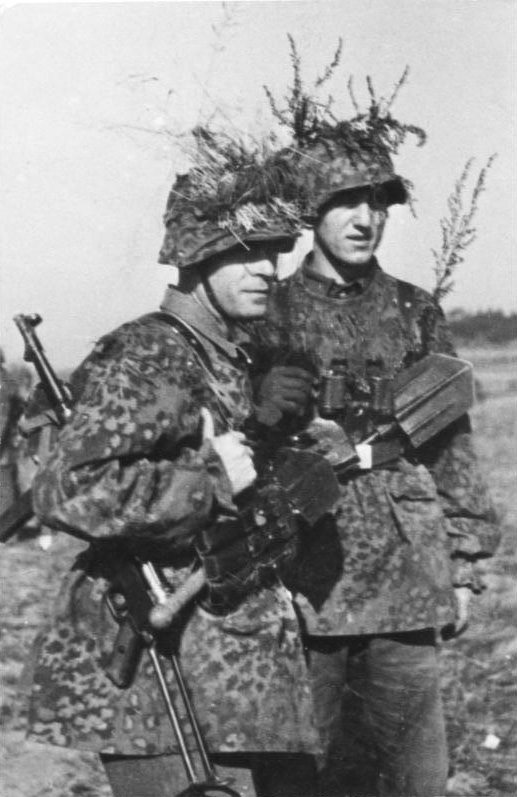
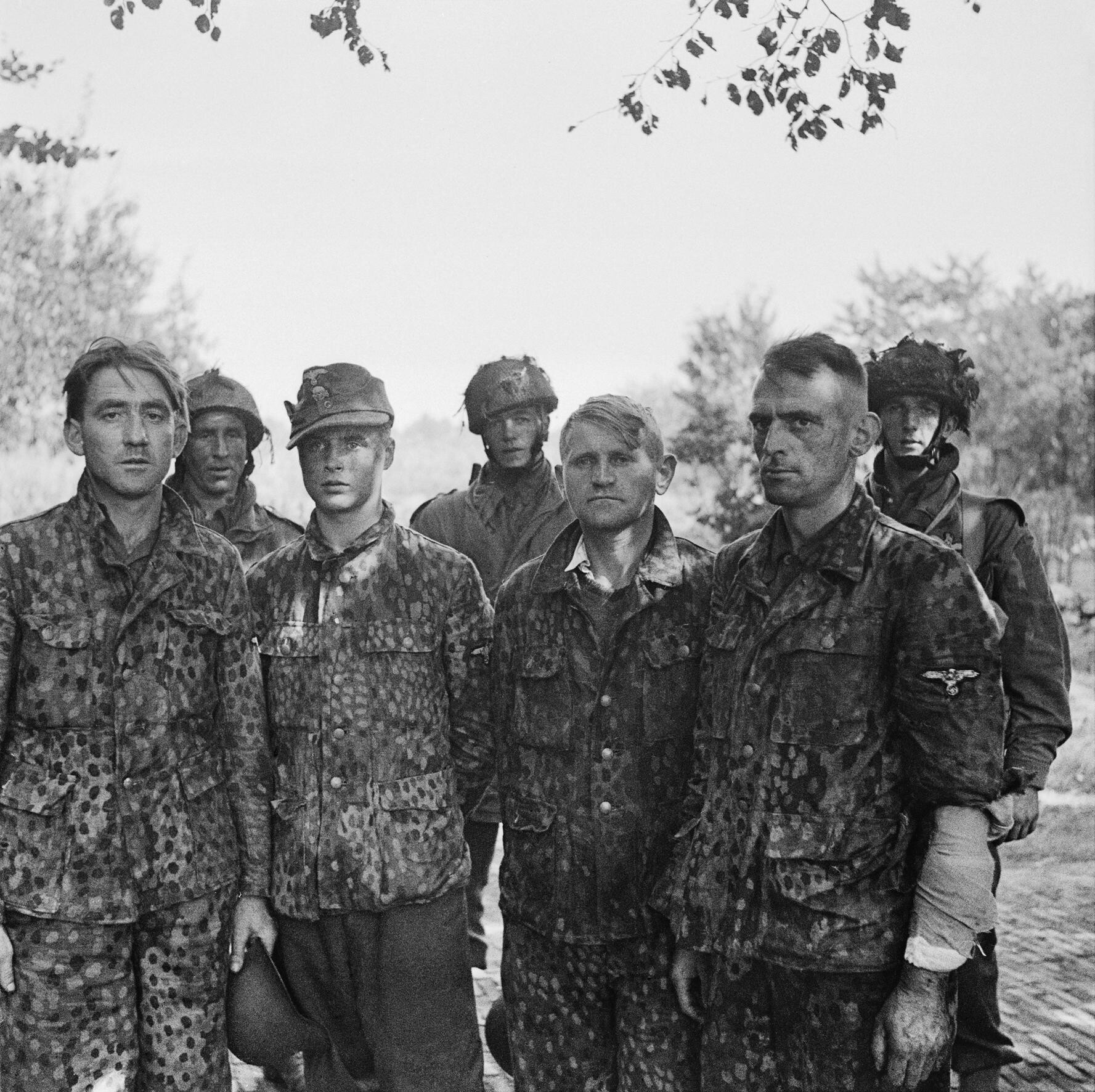
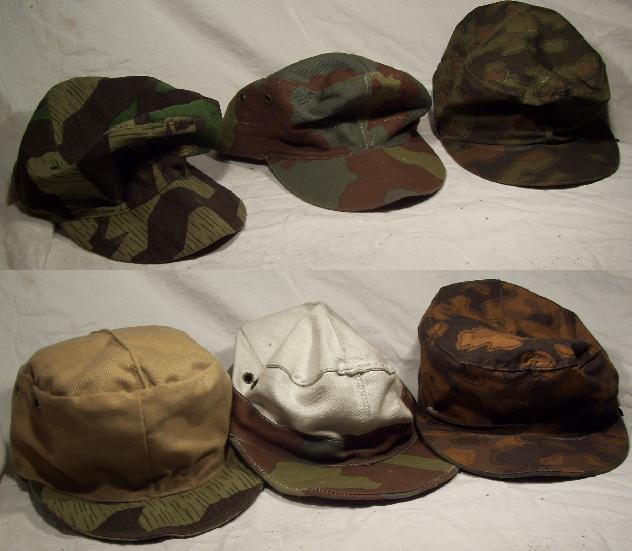
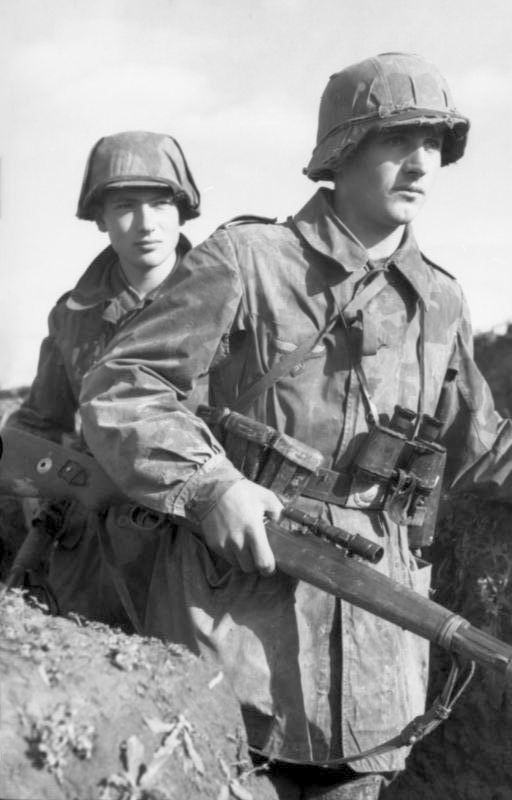

## L'après guerre

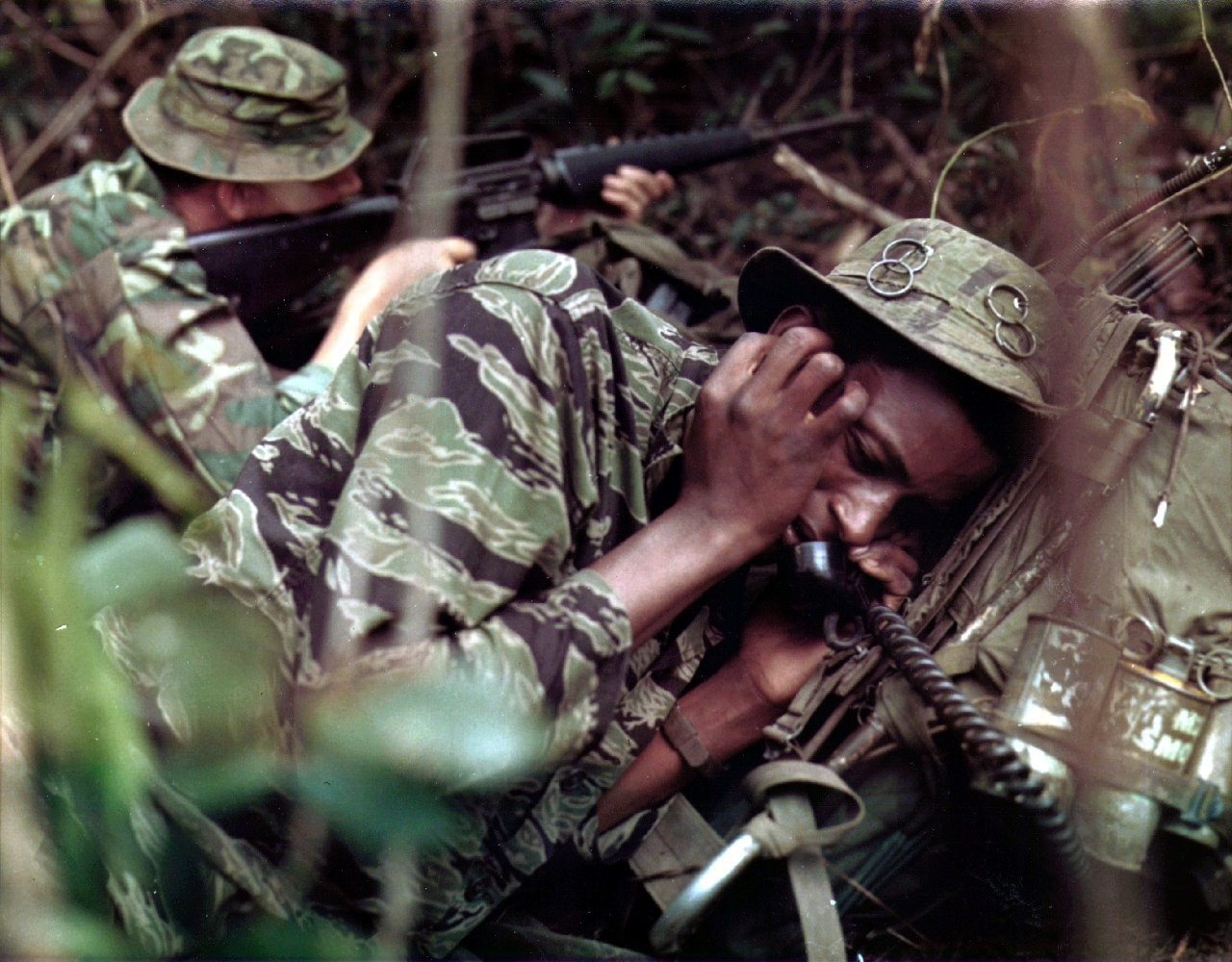
75e régiment de Rangers (États-Unis) en 1969
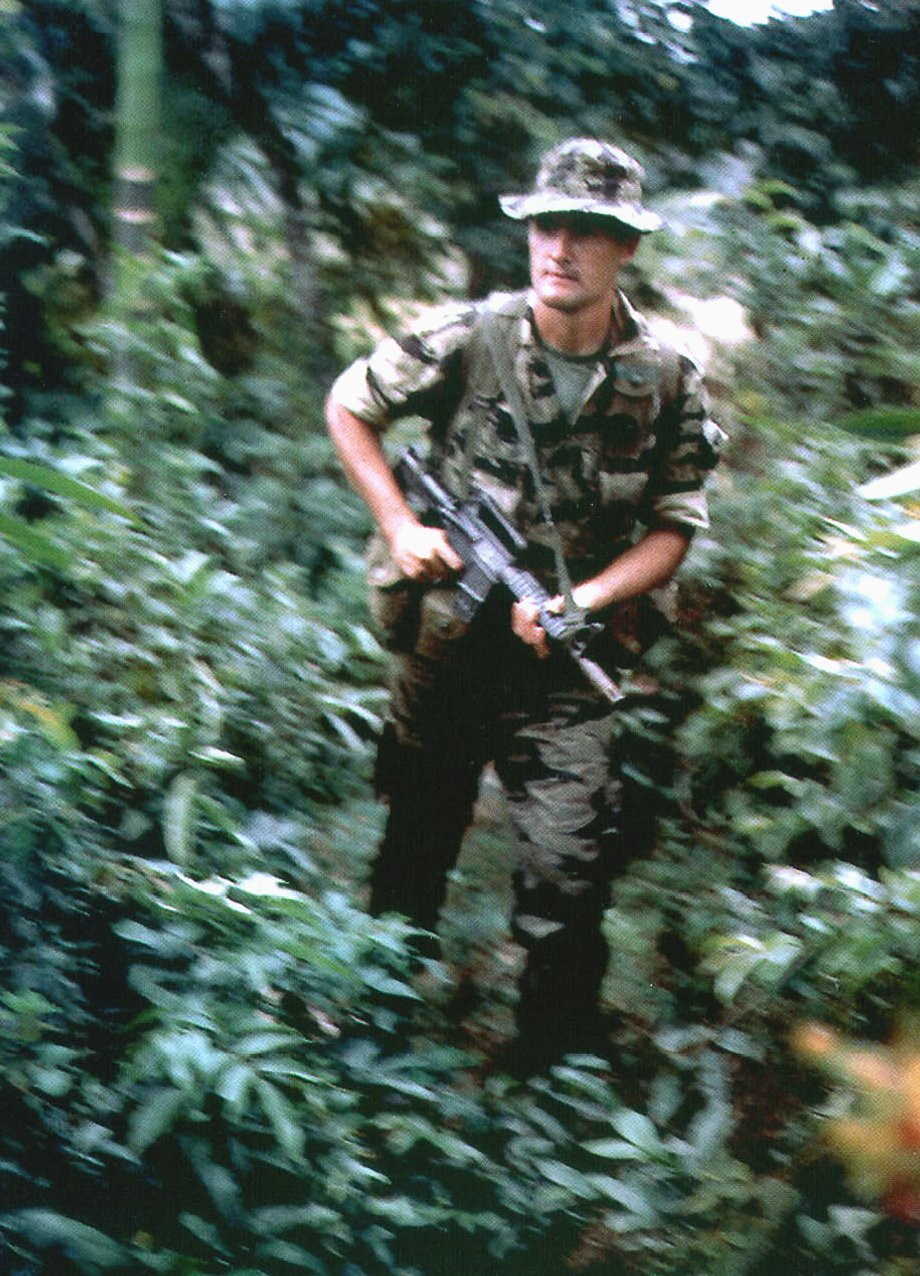
Hugh Shelton, futur chef d'état-major des armées des États-Unis, en 1967.
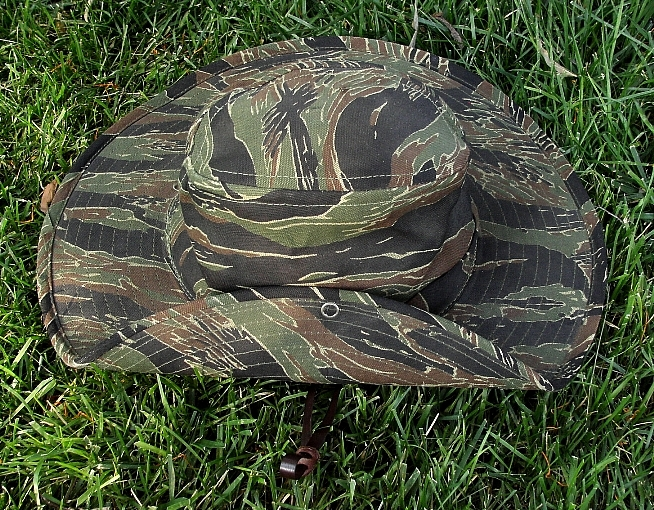
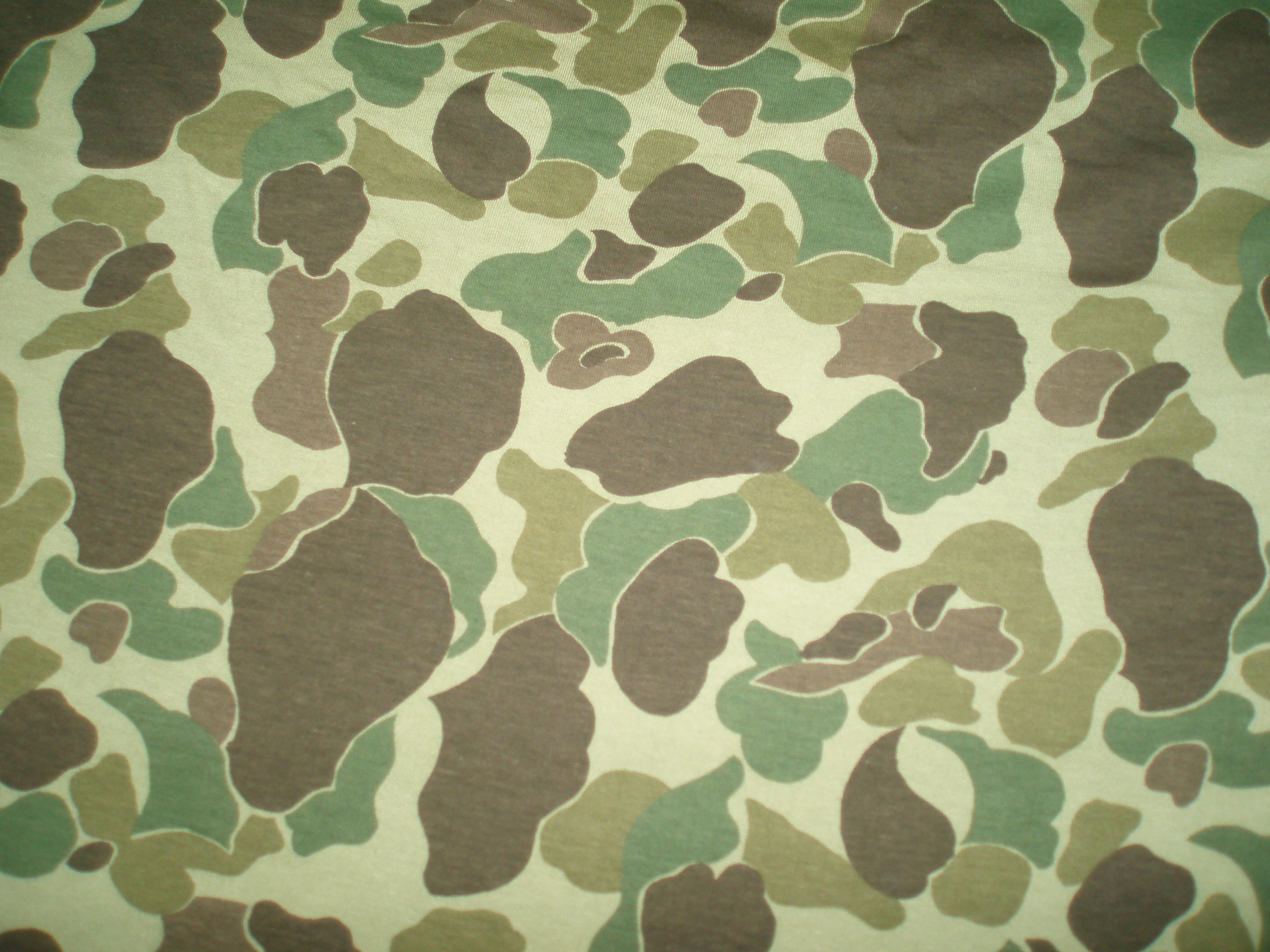
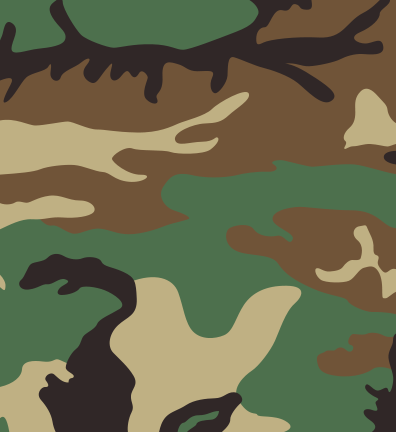
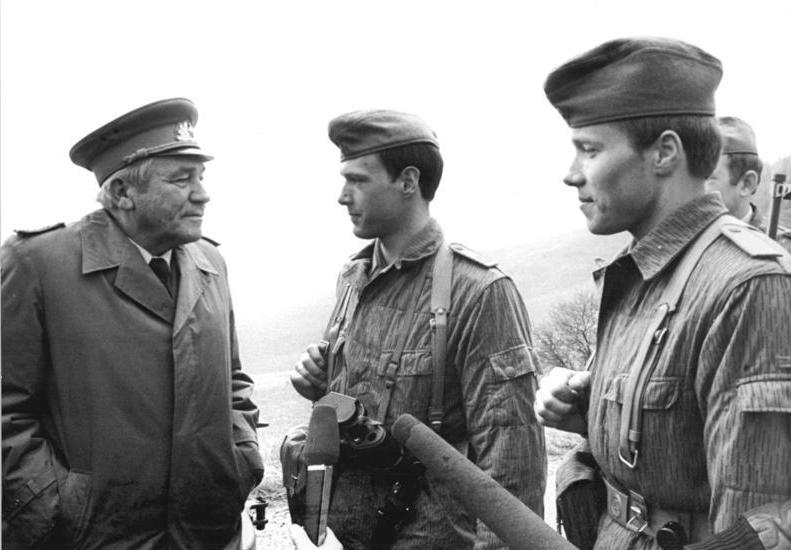
Heinz Hoffmann en 1983
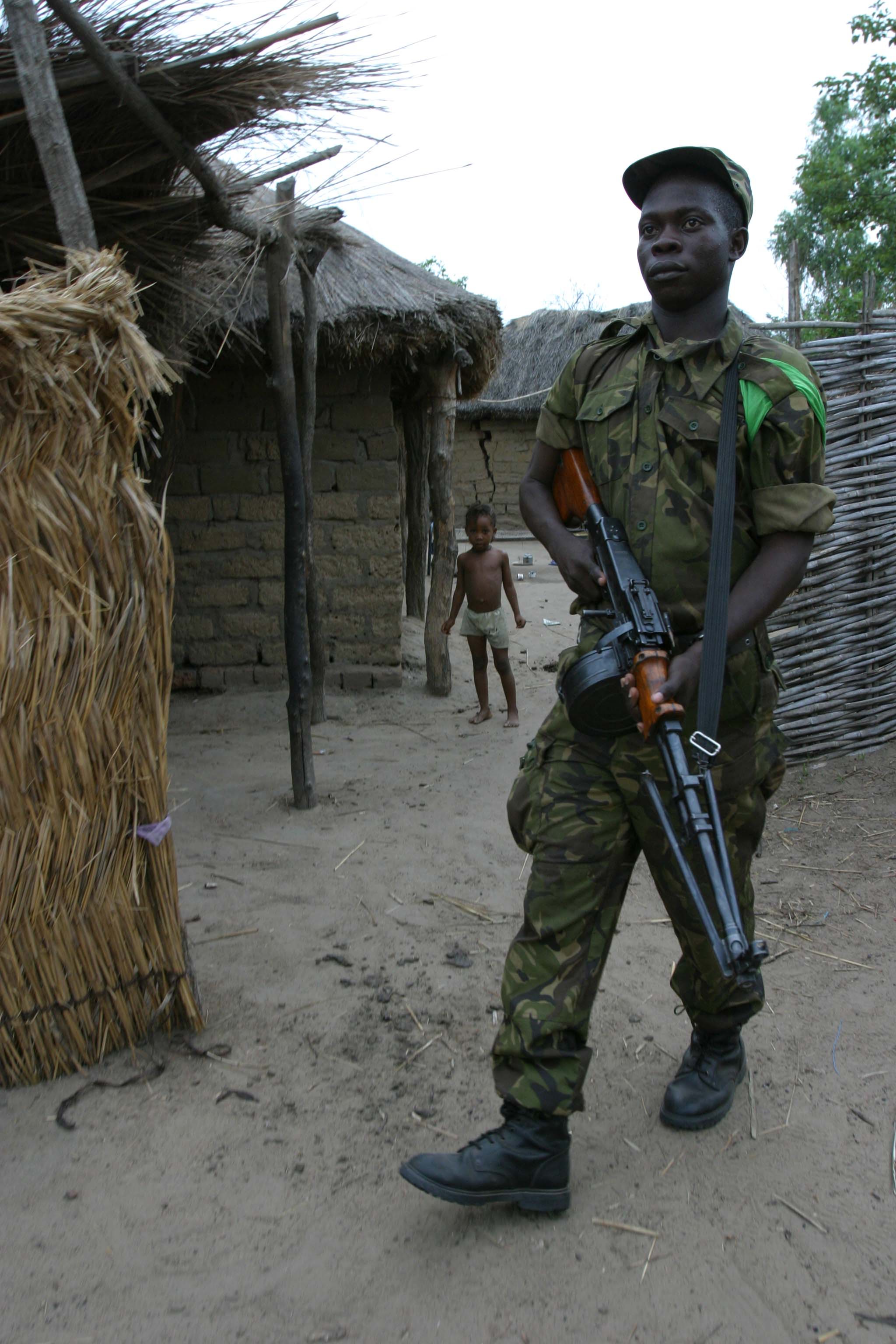
Soldat centrafricain à Birao en 2007.
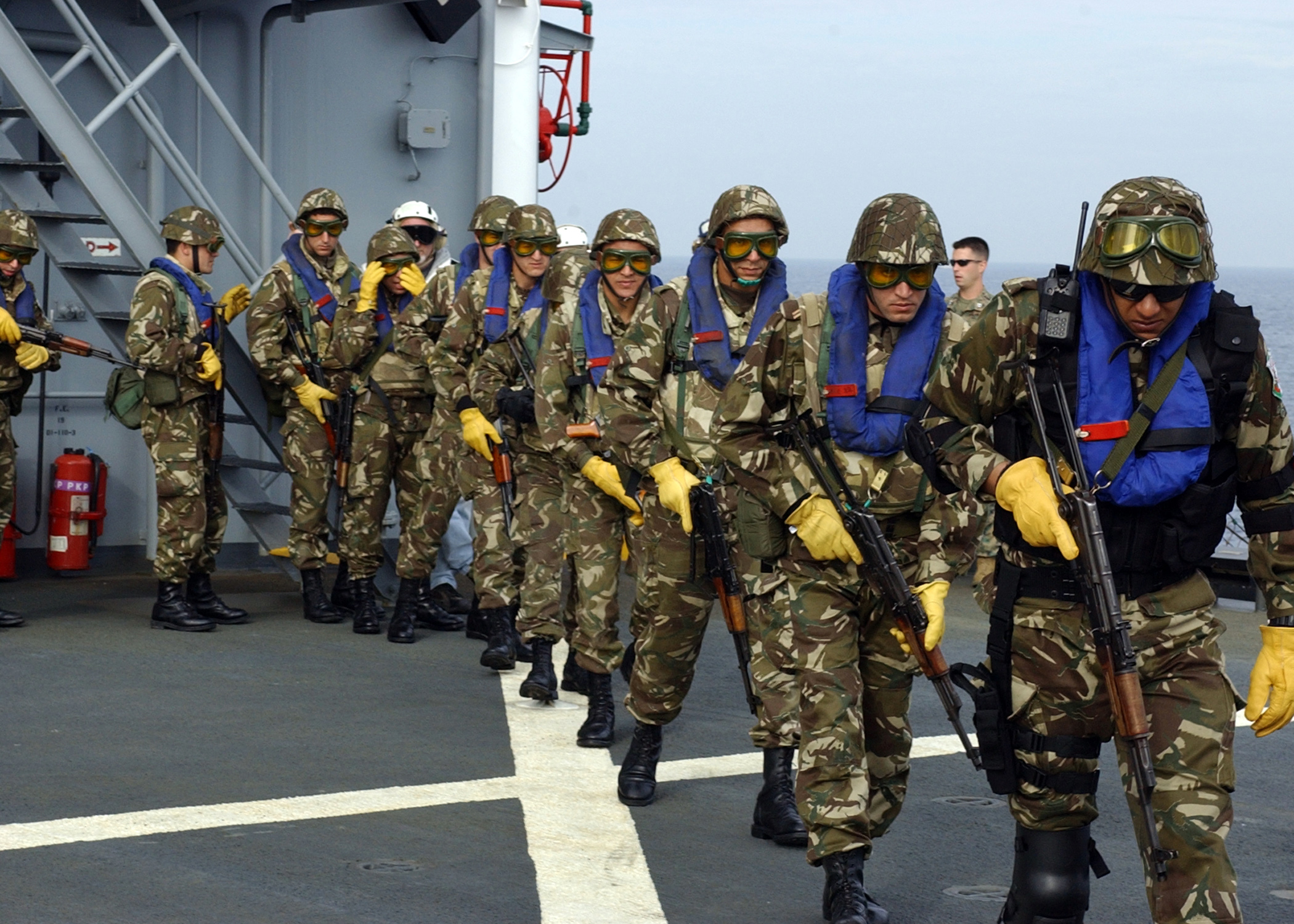
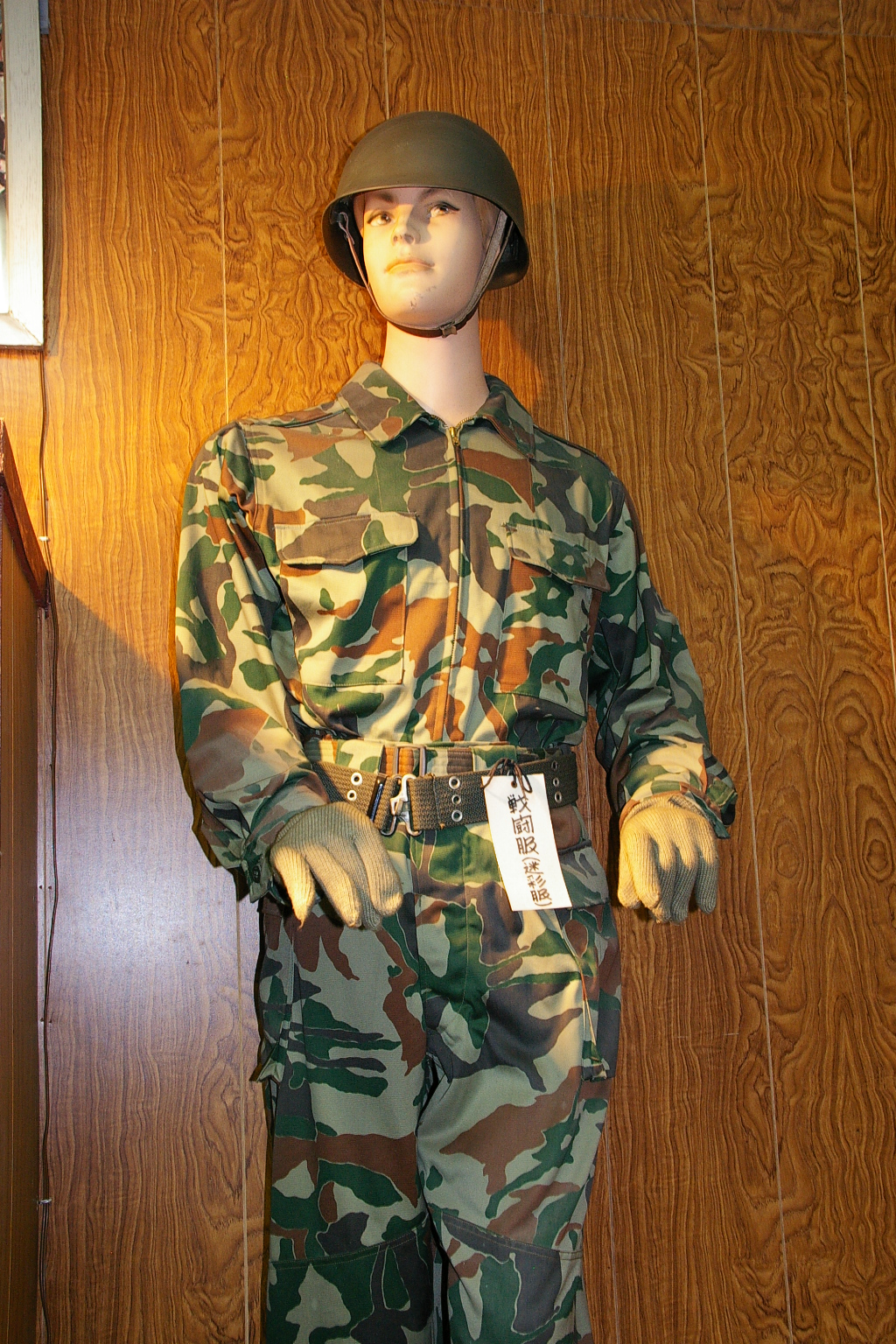

### France
Le premier motif de camouflage largement utilisé est la tenue de léopard à trois couleurs sur imprimés (1951), il y eut de nombreuses variantes de couleur et ce camouflage fut surtout utilisé en Algérie. Le camouflage léopard est un symbole de l'élitisme et n'a été délivré qu'à la Légion étrangère, aux troupes coloniales (redevenues troupes de marine en 1967) et aux unités aéroportées ; l'armée de conscription, elle, portait des uniformes unis vert olive. Le léopard, quoiqu'en avance sur son temps (il a inspiré le « tiger » vietnamien qui fut utilisé par les Américains ou encore le DPM britannique), fut retiré du service (il semble qu'il rappelait trop la guerre d'Algérie et ses généraux mutins). La dernière production officielle date de 1958, mais l'utilisation continue puisque vingt ans plus tard, il était encore utilisé durant la bataille de Kolwezi en 1978.
L'armée française utilisa donc des uniformes vert uni, jusqu'à la première guerre du Golfe, qui vit l'apparition d'un motif adapté aux zones désertiques appelé camouflage Daguet.
En ex-Yougoslavie dans les années 1990, les treillis « vert armée » commencèrent à être peu à peu remplacés par ceux en motif camouflage Europe centrale, inspiré du motif Woodland des États-Unis, qui est toujours en service actuellement.
Le motif « Centre Europe » (CE) est très efficace en été (avec un treillis neuf les taches étant plus foncées) comme en hiver (treillis usagé à taches passées et plus claires). Mais il semble pouvoir poser un problème, à cause de l'utilisation de la couleur noire face aux lunettes de vision nocturne. Un nouveau motif fut mis à l'étude à l'occasion du programme FELIN, mais il semble que l'idée en ait été abandonnée car les équipements FELIN qui vont prochainement être mis en service conservent le motif Centre Europe. Il semble que le motif FELIN était plus performant que le motif CE dans certaines conditions (combat urbain), mais que l'avantage n'a pu être prouvé dans d'autres conditions. Au total, au regard du coût généré par la nécessité d'adopter un nouveau bariolage pour l'ensemble des tenues de combat, y compris celles des unités qui ne seraient pas équipées avec FELIN dans le souci d'éviter une disparité visuelle peu militaire, la décision a été prise de conserver le bariolage de type CE.
Le motif camouflage Daguet est aujourd'hui utilisé par l'armée française sur les opérations en Afrique.

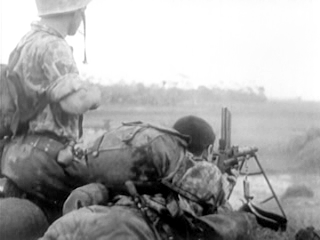
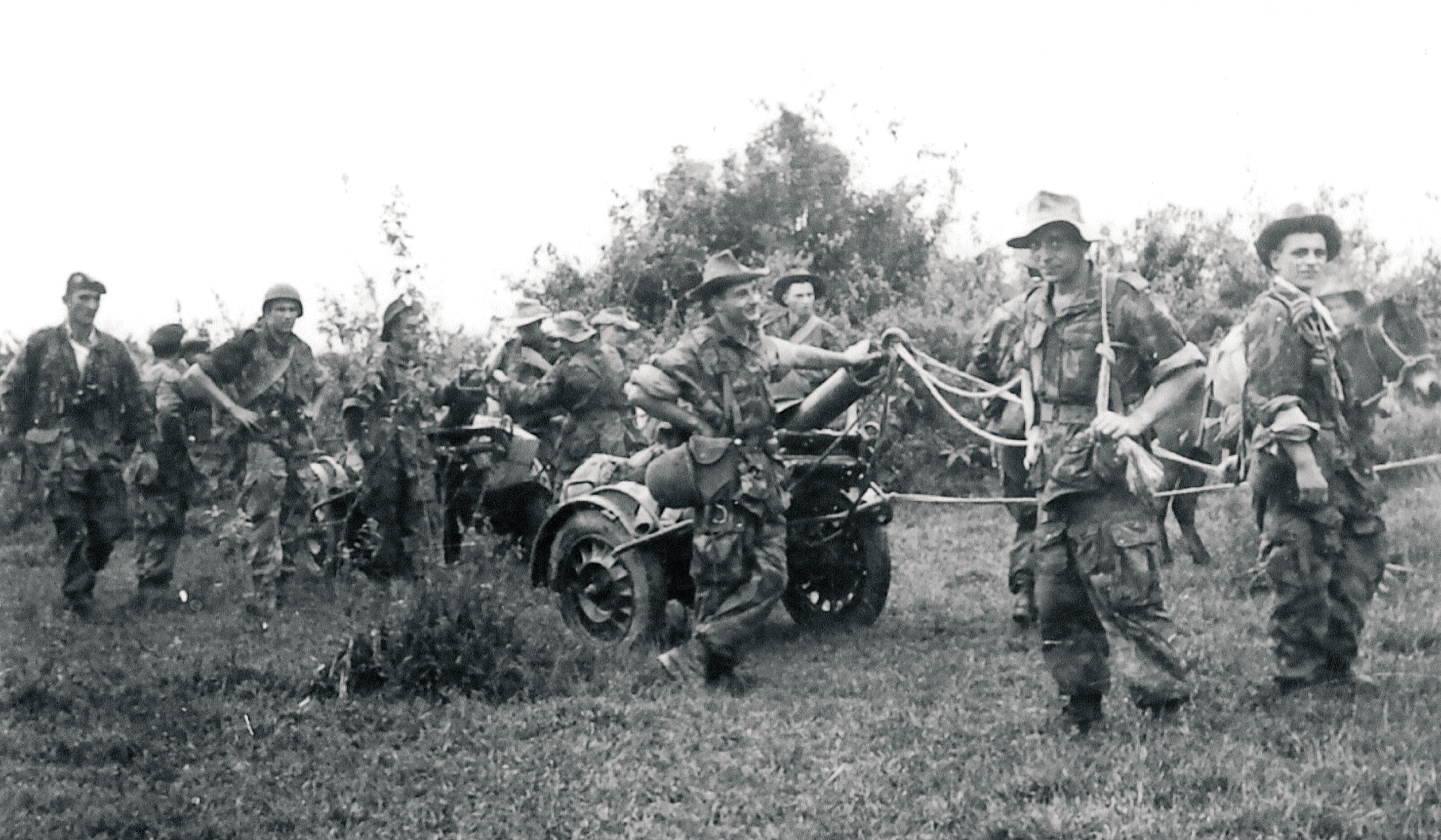
Membres de la 1re compagnie étrangère parachutiste de mortiers lourds durant la guerre d'Indochine.
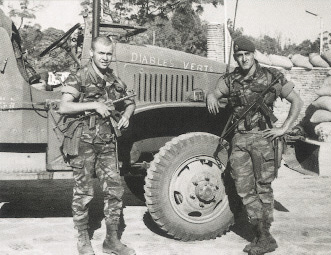
Légionnaires durant la bataille de Kolwezi.
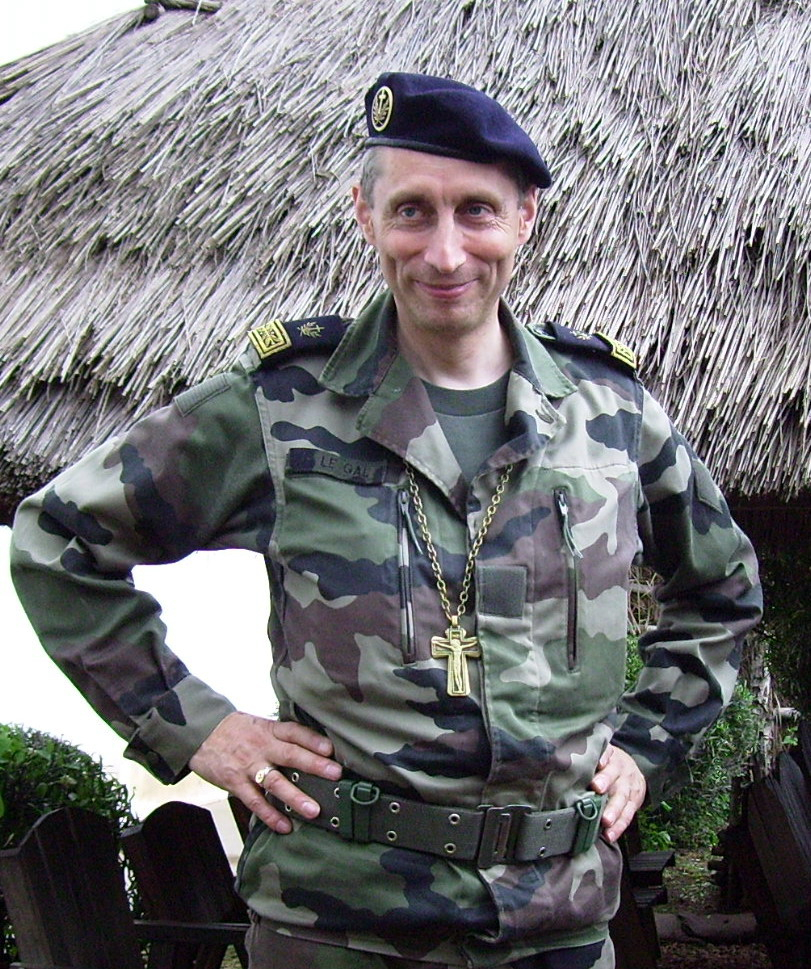
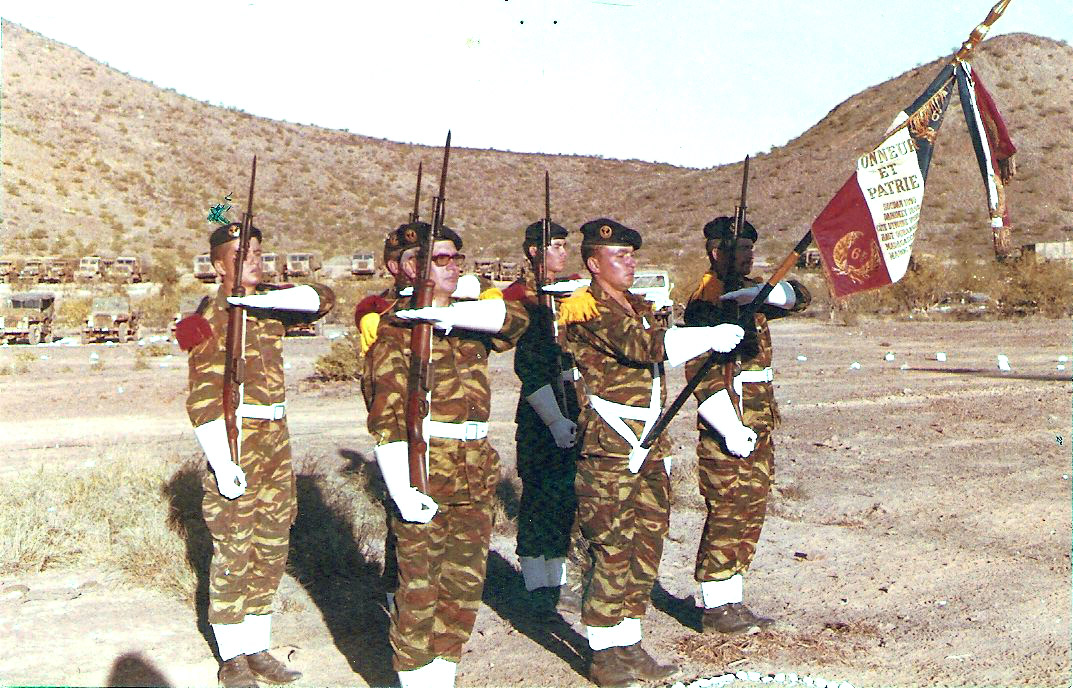
Garde du drapeau du 6e régiment d'artillerie de marine à Djibouti en 1979.

## Le combattant du futur

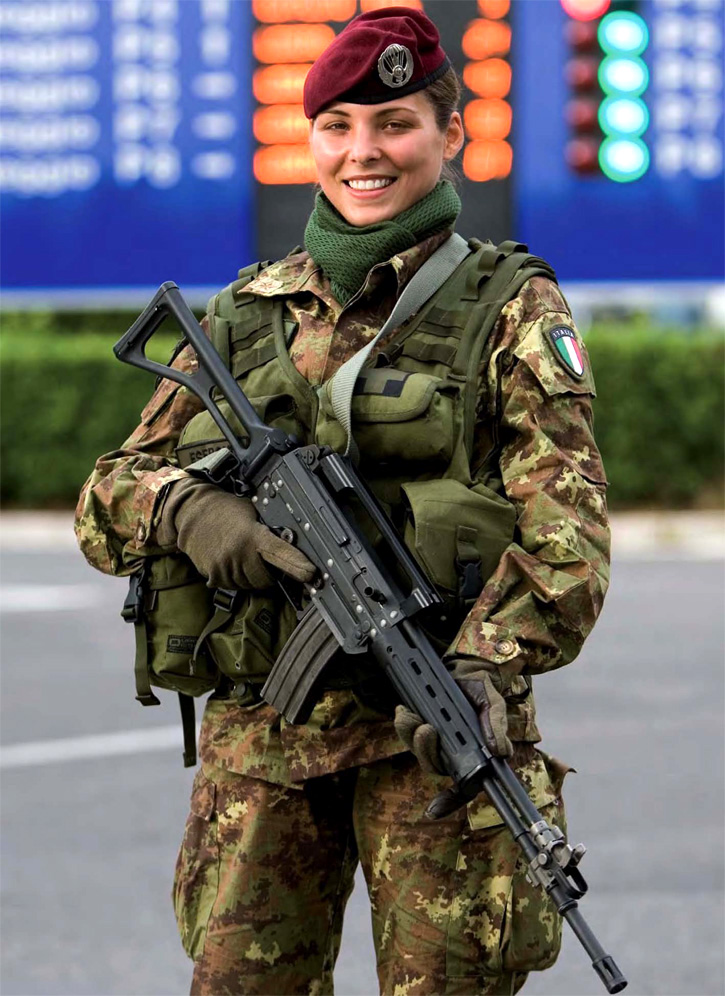
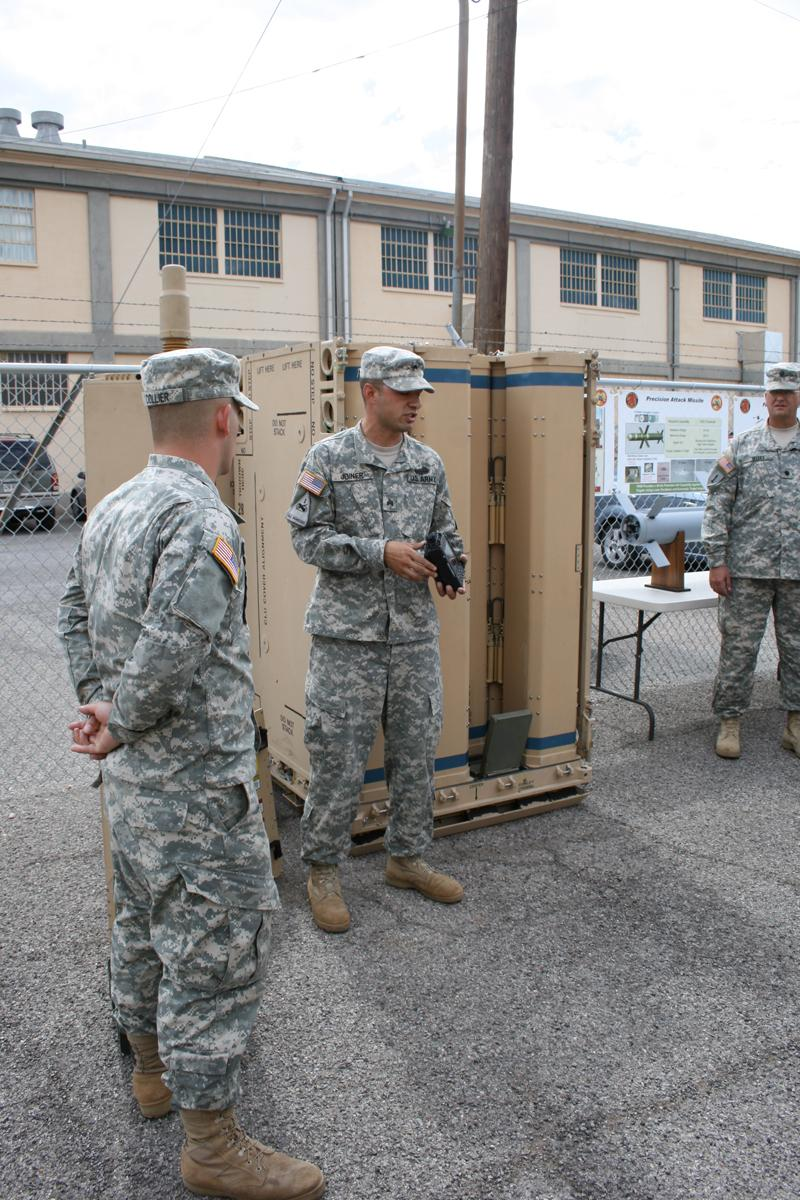
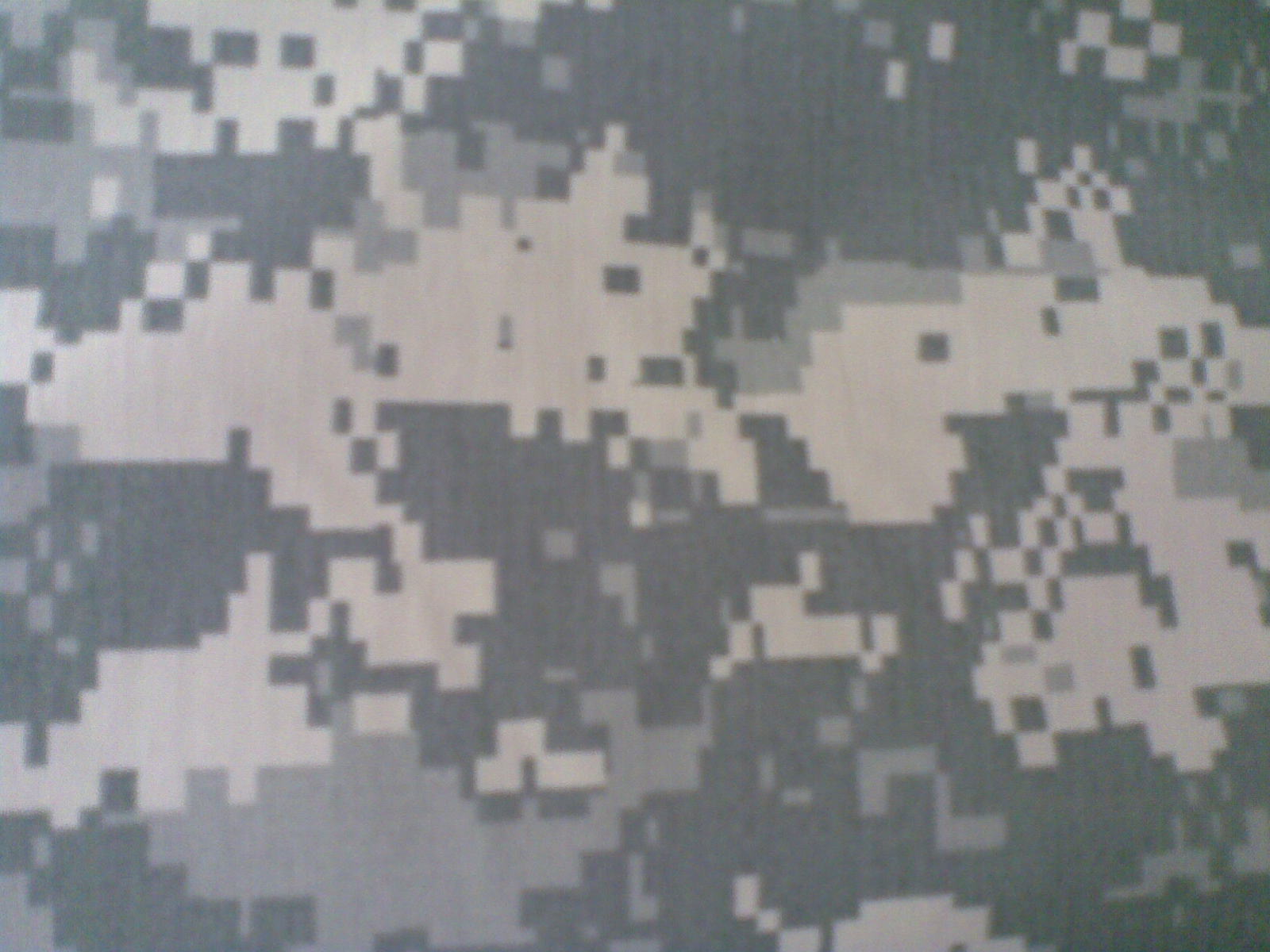
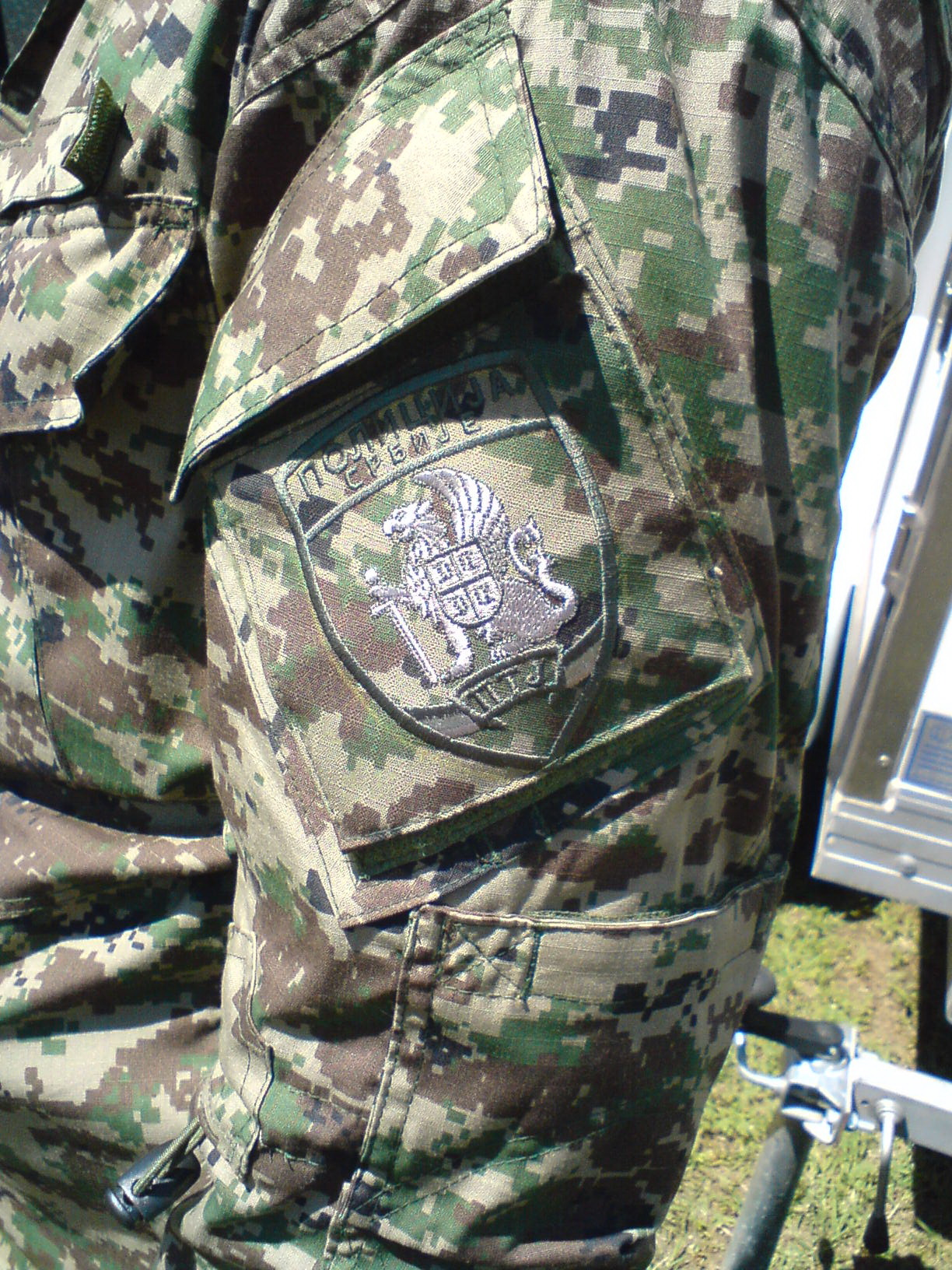
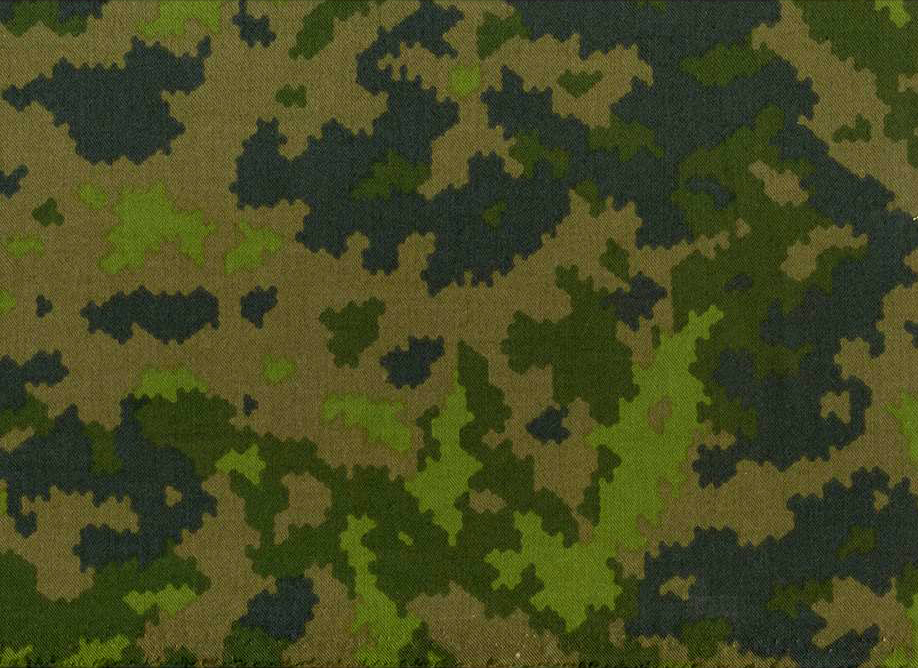
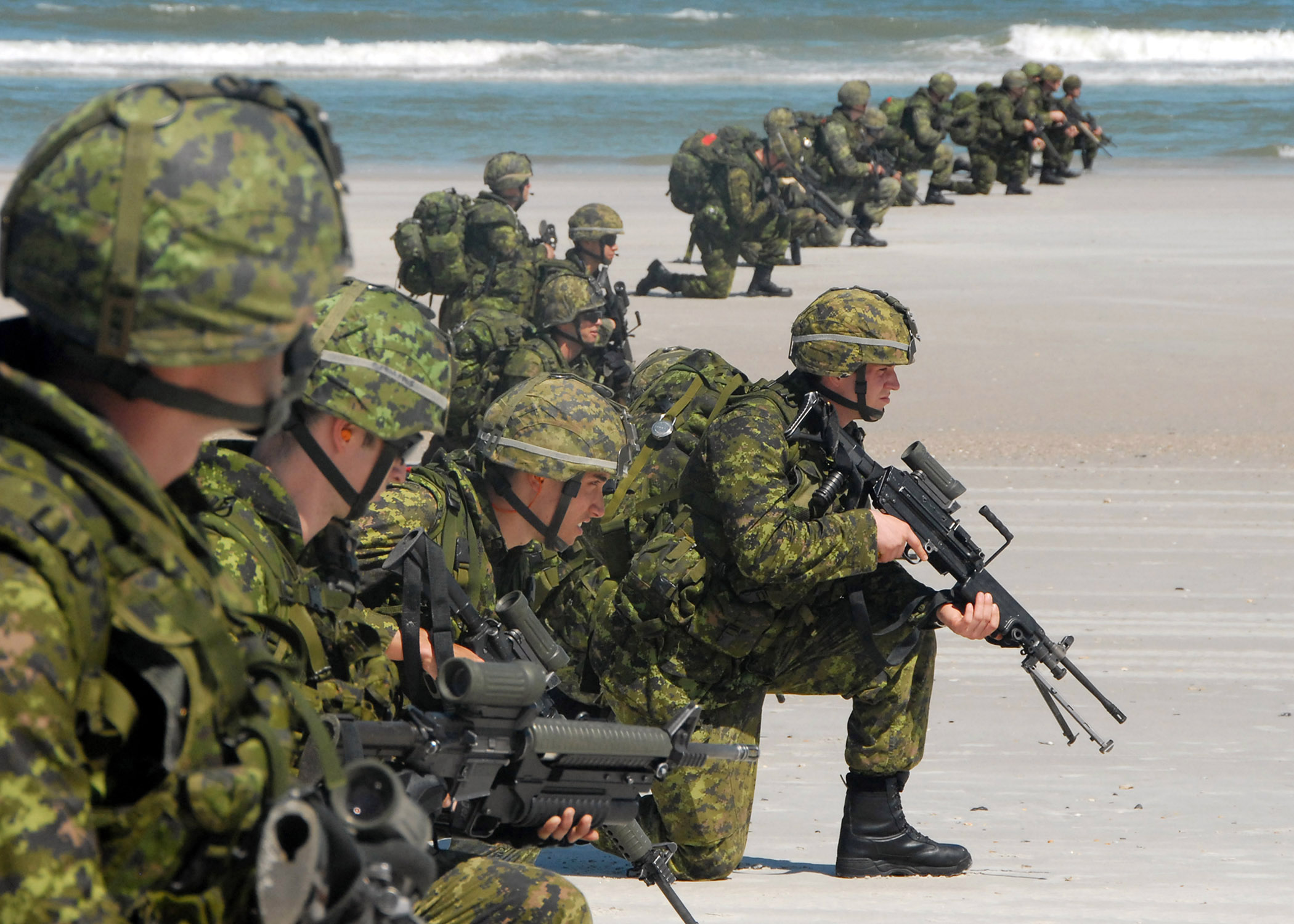
Armée canadienne, il s'agit du premier camouflage numérique à avoir été développé.

## Tendances de la mode

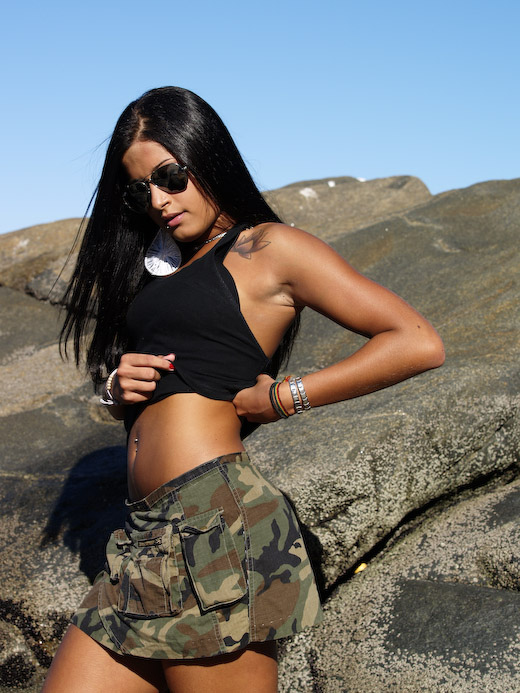
Jeune femme portant une minijupe en motif de treillis.

Le concept de treillis, tant pour les nuances de couleurs que pour la coupe et les nombreuses poches (souvent à soufflets) a été repris par de nombreux fabricants de vêtements civils, notamment à partir des années 1970 et du détournement des cartouches sexuelles militaires par les opposants à la guerre du Viêt Nam. Ce style de pantalon jouit encore d'une grande popularité parmi les jeunes, au point que l'on a cru qu'il allait détrôner définitivement le jean's, notamment à la fin des années 1990. Il devient aussi un accessoire dans des créations théâtrales et chorégraphiques contemporaines

### Interprétations
En 2013, l'occasion d'un dossier sur cette mode, le magazine Slate interviewe la responsable d'un magasin français spécialisé (ouvert depuis 38 ans) sur les raisons de cet engouement : « Des vêtements faciles, intemporels et solides, explique Mme D. Leur qualité est irréprochable, on n’a jamais égalé l’excellence de leur fabrication. »
Ce qui plaît aussi en plus du confort, de la fonctionnalité et de la qualité, c’est l’histoire qu’ils racontent. « Ils véhiculent toute une série de clichés et de mythes qui fascinent, poursuit Mme D. Ils évoquent l’Histoire et les guerres, la légende de l'aventurier mais aussi un certain esprit contestataire ».